# Brevipalpus lysilomae
Brevipalpus lysilomae är en spindeldjursart som beskrevs av De Leon 1961. Brevipalpus lysilomae ingår i släktet Brevipalpus och familjen Tenuipalpidae. Inga underarter finns listade.